# Куросава Кінко
Куроса́ва Кі́нко (яп. 黒沢琴古, くろさわきんこ; 1710–1771) — японський музикант. Віртуоз гри на бамбукової флейті сякухаті. Засновник і перший голова школи Кінко. Походив родом з провінції Тікудзен. Займався збором мелодій для флейти і відродженням традиційної музичної спадщини в Японії. Його ім'я стало титулом, який носили наступні голови його музичної школи.